# 山玉明
山玉明（1920年—1972年12月22日），又名棉居士（អាចារ្យមាន，Achar Mean），柬埔寨政治家。
父亲是下高棉人，母亲为越南京族人。1920年出生于法属交趾支那茶荣省（今属越南）。据其越南朋友的说法他的越南语名字是范文许（Phạm Văn Hứa）。原为寺庙的巴利文教师。接受共产主义思想后，根据山玉成与胡志明的名字使用化名“山玉明”。1946年在泰国加入了印度支那共产党。
1950年4月17日在柬埔寨西南部召开的高棉伊沙拉抵抗力量第一次全国代表大会上，成立伊沙拉联合阵线，山玉明任人民解放临时中央委员会主席，正式宣布高棉从法国殖民统治下独立，并称控制了1/3的国土。1952年6月成为高棉人民革命党首任中央书记。1954年12月底随越盟高棉人员撤退至越南民主共和国。1972年12月22日因高血压病逝于北京。